# اوچاگه
اوچاگه (به صربی: Očage) یک منطقهٔ مسکونی در صربستان است که در بوگاتیچ واقع شده‌است.